# Daniel Muñoz (futbolista)
Daniel Muñoz Mejía (Amalfi, Antioquia, 26 de mayo de 1996) es un futbolista colombiano que juega de lateral derecho y su equipo actual es Crystal Palace de la Premier League. Es Internacional absoluto con la selección Colombia.

## Trayectoria

### Águilas Doradas
Debutó en 2018 con el equipo profesional, teniendo grandes actuaciones, llamando la atención de grandes equipos de Colombia. En esa temporada jugó 32 partidos e hizo 3 goles con el equipo dorado.

### Atlético Nacional
Llegó al equipo para el segundo semestre de 2019, vino desde Rionegro Águilas a petición del técnico Juan Carlos Osorio, después de que el jugador había afirmado ser hincha del equipo y que hizo parte de la barra popular Los Del Sur. Debutó el 14 de julio del mismo año en el partido entre Atlético Nacional y Once Caldas, que finalizó 2 a 1 a favor del verdolaga, su primer gol oficial en el equipo lo hizo tres jornadas después en el partido contra Atlético Huila en el Atanasio Girardot, que acabaría con un 4 a 1 para el local, en el que terminaría siendo la figura.
<be>El 14 de septiembre  de 2019, en un partido contra el Cúcuta Deportivo, marcó el gol número 5000 en la historia del Atlético Nacional, el cual además fue el gol más rápido en la historia del equipo en todos los torneos, a los 22 segundos. El 9 de noviembre del mismo año anota un doblete también contra el Cúcuta Deportivo por la primera fecha de los cuadrangulares de ese torneo.
Para el Torneo Apertura del año 2020, Daniel Muñoz, quien se había ganado completamente a la hinchada verdolaga, asume el brazalete de capitán que quedaba libre tras el retiro de Alexis Henríquez y la partida de Daniel Bocanegra. Además también cambiaría su dorsal, que era el número 22, por el 2 que Bocanegra había dejado libre también.

El 5 de febrero de 2020, Muñoz anotaría su primer gol en una competición continental, al marcar el primero de los tres tantos que Atlético Nacional hizo en contra del Huracán por el partido de ida de la primera fase de la Copa Sudamericana, que se jugó en Medellín. Muñoz también disputaría el partido de vuelta en Argentina, que finalizaría 1-1, dejando un marcador global de 1-4 a favor de los verdolagas, quienes avanzaron a la segunda fase del torneo.

### K. R. C. Genk
El 28 de mayo de 2020 la entidad verdolaga confirmó su traspaso al K. R. C. Genk de la Primera División de Bélgica, aproximadamente por 5 millones de dólares. Debutó el 9 de agosto como titular y jugando todo el partido de la primera fecha de la Liga en la victoria 2 por 1 en su visita a Zulte Waregem.
Durante las 4 temporadas que Daniel estuvo en el Genk, se consolidó como uno de los mejores laterales del futbol belga, jugó un total de 148 partidos y convirtió 19 goles, además de ganar una Copa de Bélgica; estando allí, empezaron a convocarlo a la Selección Colombia y hoy en día es el lateral derecho indiscutido del seleccionado cafetero.

### Crystal Palace
El 29 de enero de 2024, tras casi 4 exitosos años en el fútbol belga, Muñoz firmó un contrato con el Crystal Palace de la Premier League, firmando hasta el 2027, con opción de agrandarlo hasta el 2028. La transferencia costó 10 millones de euros.
El 17 de mayo se consagraría campeón de la FA Cup siendo la gran figura del partido tengo la asistencia para el gol de la victoria por la mínima sobre el poderoso Manchester City teniendo así su mejor temporada europea.

## Selección nacional
En agosto de 2019 recibió por primera vez la llamada de la Selección Colombia por parte del entrenador Carlos Queiroz para los amistosos contra Brasil y Venezuela, a los cuales no pudo asistir por una lesión que tuvo días antes de la concentración. El 3 de junio de 2021 debutaría terminando expulsado a los 2 minutos de ingresar en la victoria de Colombia 3-0 sobre Perú.
El 22 de marzo de 2024 marcó su primer gol con la selección nacional, dándole la victoria a su equipo 0-1 sobre España en un partido amistoso jugado en Londres. El 24 de junio anotó su primer gol oficial en la victoria 2-1 sobre Paraguay en el debut de la Copa América 2024.

### Goles Internacionales
| # | Fecha               | Lugar                                       | Rival    | Gol   | Resultado | Competición       |
| - | ------------------- | ------------------------------------------- | -------- | ----- | --------- | ----------------- |
| 1 | 22 de marzo de 2024 | Estadio de Londres, Londres, Inglaterra     | España   | 0 - 1 | 0 - 1     | Amistoso          |
| 2 | 24 de junio de 2024 | Estadio NRG, Houston, Estados Unidos        | Paraguay | 1 - 0 | 2 - 1     | Copa América 2024 |
| 3 | 2 de julio de 2024  | Levi's Stadium, Santa Clara, Estados Unidos | Brasil   | 1 - 1 | 1 - 1     | Copa América 2024 |

### Participaciones enEliminatorias al Mundial
| Eliminatoria                               | Sede del Mundial                | Posición               | Resultado  | PJ | GA | Asis |
| ------------------------------------------ | ------------------------------- | ---------------------- | ---------- | -- | -- | ---- |
| Eliminatorias Mundial de Catar 2022        | Catar                           | 6°lugar 23pts          | Eliminado  | 7  | 0  | 0    |
| Eliminatorias Mundial de Norteamérica 2026 | Estados Unidos, México y Canadá | 6°lugar 22pts          | En disputa | 12 | 0  | 1    |
| Total en Eliminatorias                     | Total en Eliminatorias          | Total en Eliminatorias | 0/1        | 19 | 0  | 1    |

### Participaciones enCopas América
| Torneo                 | Sede                   | Resultado              | PJ | GA | Asis |
| ---------------------- | ---------------------- | ---------------------- | -- | -- | ---- |
| Copa América 2021      | Brasil                 | Tercer lugar           | 5  | 0  | 0    |
| Copa América 2024      | Estados Unidos         | Subcampeón             | 5  | 2  | 1    |
| Total en Copas América | Total en Copas América | Total en Copas América | 10 | 2  | 1    |

## Estadísticas

### Clubes
Actualizado hasta el 10 de agosto de 2025.
| Club                            | Temporada     | Div.          | Liga  | Liga  | Liga   | Copas nacionales | Copas nacionales | Copas nacionales | Copas internacionales | Copas internacionales | Copas internacionales | Total | Total | Total  |
| Club                            | Temporada     | Div.          | Part. | Goles | Asist. | Part.            | Goles            | Asist.           | Part.                 | Goles                 | Asist.                | Part. | Goles | Asist. |
| ------------------------------- | ------------- | ------------- | ----- | ----- | ------ | ---------------- | ---------------- | ---------------- | --------------------- | --------------------- | --------------------- | ----- | ----- | ------ |
| Águilas Doradas · Colombia      | 2017          | 1.ª           | 30    | 0     | 1      | 5                | 0                | 1                | 2                     | 0                     | 0                     | 37    | 0     | 2      |
| Águilas Doradas · Colombia      | 2018          | 1.ª           | 32    | 3     | 1      | 2                | 0                | 0                | -                     | -                     | -                     | 34    | 3     | 1      |
| Águilas Doradas · Colombia      | 2019          | 1.ª           | 19    | 0     | 4      | -                | -                | -                | 4                     | 0                     | 0                     | 23    | 0     | 4      |
| Águilas Doradas · Colombia      | Total club    | Total club    | 81    | 3     | 6      | 7                | 0                | 1                | 6                     | 0                     | 0                     | 94    | 3     | 7      |
| Atlético Nacional · Colombia    | 2019          | 1.ª           | 21    | 7     | 4      | 4                | 0                | 0                | -                     | -                     | -                     | 25    | 7     | 4      |
| Atlético Nacional · Colombia    | 2020          | 1.ª           | 6     | 0     | 0      | -                | -                | -                | 2                     | 1                     | 0                     | 8     | 1     | 0      |
| Atlético Nacional · Colombia    | Total club    | Total club    | 27    | 7     | 4      | 4                | 0                | 0                | 2                     | 1                     | 0                     | 33    | 8     | 4      |
| K. R. C. Genk · Bélgica         | 2020-21       | 1.ª           | 40    | 0     | 5      | 4                | 1                | 2                | -                     | -                     | -                     | 44    | 1     | 7      |
| K. R. C. Genk · Bélgica         | 2021-22       | 1.ª           | 29    | 3     | 4      | 2                | 0                | 0                | 5                     | 0                     | 0                     | 36    | 3     | 4      |
| K. R. C. Genk · Bélgica         | 2022-23       | 1.ª           | 36    | 8     | 7      | 3                | 0                | 0                | -                     | -                     | -                     | 39    | 8     | 7      |
| K. R. C. Genk · Bélgica         | 2023-24       | 1.ª           | 17    | 5     | 1      | 1                | 0                | 0                | 11                    | 2                     | 1                     | 29    | 7     | 2      |
| K. R. C. Genk · Bélgica         | Total club    | Total club    | 122   | 16    | 17     | 10               | 1                | 2                | 16                    | 2                     | 1                     | 148   | 19    | 20     |
| Crystal Palace F. C. Inglaterra | 2023-24       | 1.ª           | 16    | 0     | 4      | -                | -                | -                | -                     | -                     | -                     | 16    | 0     | 4      |
| Crystal Palace F. C. Inglaterra | 2024-25       | 1.ª           | 37    | 4     | 6      | 9                | 2                | 2                | -                     | -                     | -                     | 46    | 6     | 8      |
| Crystal Palace F. C. Inglaterra | 2025-26       | 1.ª           | -     | -     | -      | 1                | 0                | 0                | -                     | -                     | -                     | 1     | 0     | 0      |
| Crystal Palace F. C. Inglaterra | Total club    | Total club    | 53    | 4     | 10     | 10               | 2                | 2                | 0                     | 0                     | 0                     | 63    | 6     | 12     |
| Total carrera                   | Total carrera | Total carrera | 283   | 30    | 37     | 31               | 3                | 5                | 24                    | 3                     | 1                     | 338   | 36    | 43     |

### Selección
Actualizado hasta el 10 de junio de 2025.
| Selección           | Año   | Amistosos | Amistosos | Amistosos | Mundial | Mundial | Mundial | Continental | Continental | Continental | Total | Total | Total |
| Selección           | Año   | Part.     | Goles     | Asis.     | Part.   | Goles   | Asis.   | Part.       | Goles       | Asis.       | Part. | Goles | Asis. |
| ------------------- | ----- | --------- | --------- | --------- | ------- | ------- | ------- | ----------- | ----------- | ----------- | ----- | ----- | ----- |
| Absoluta · Colombia | 2021  | —         | —         | —         | —       | —       | —       | 10          | 0           | 0           | 10    | 0     | 0     |
| Absoluta · Colombia | 2022  | 3         | 0         | 1         | —       | —       | —       | 2           | 0           | 0           | 5     | 0     | 1     |
| Absoluta · Colombia | 2023  | 4         | 0         | 1         | —       | —       | —       | 4           | 0           | 0           | 8     | 0     | 1     |
| Absoluta · Colombia | 2024  | 4         | 1         | 0         | —       | —       | —       | 9           | 2           | 2           | 13    | 3     | 2     |
| Absoluta · Colombia | 2025  | —         | —         | —         | —       | —       | —       | 4           | 0           | 0           | 4     | 0     | 0     |
| Total               | Total | 11        | 1         | 2         | 0       | 0       | 0       | 29          | 2           | 2           | 40    | 3     | 4     |

## Palmarés

### Títulos nacionales
| Título           | Club                 | País       | Año  |
| ---------------- | -------------------- | ---------- | ---- |
| Copa de Bélgica  | K. R. C. Genk        | Bélgica    | 2021 |
| FA Cup           | Crystal Palace F. C. | Inglaterra | 2025 |
| Community Shield | Crystal Palace F. C. | Inglaterra | 2025 |

### Distinciones Individuales
| Distinción                             | Año  |
| -------------------------------------- | ---- |
| Mejor Jugador de la final de la FA Cup | 2025 |